# Trichophthalma landbecki
Trichophthalma landbecki är en tvåvingeart som först beskrevs av Philippi 1865.  Trichophthalma landbecki ingår i släktet Trichophthalma och familjen Nemestrinidae. Inga underarter finns listade i Catalogue of Life.